# Chitarist

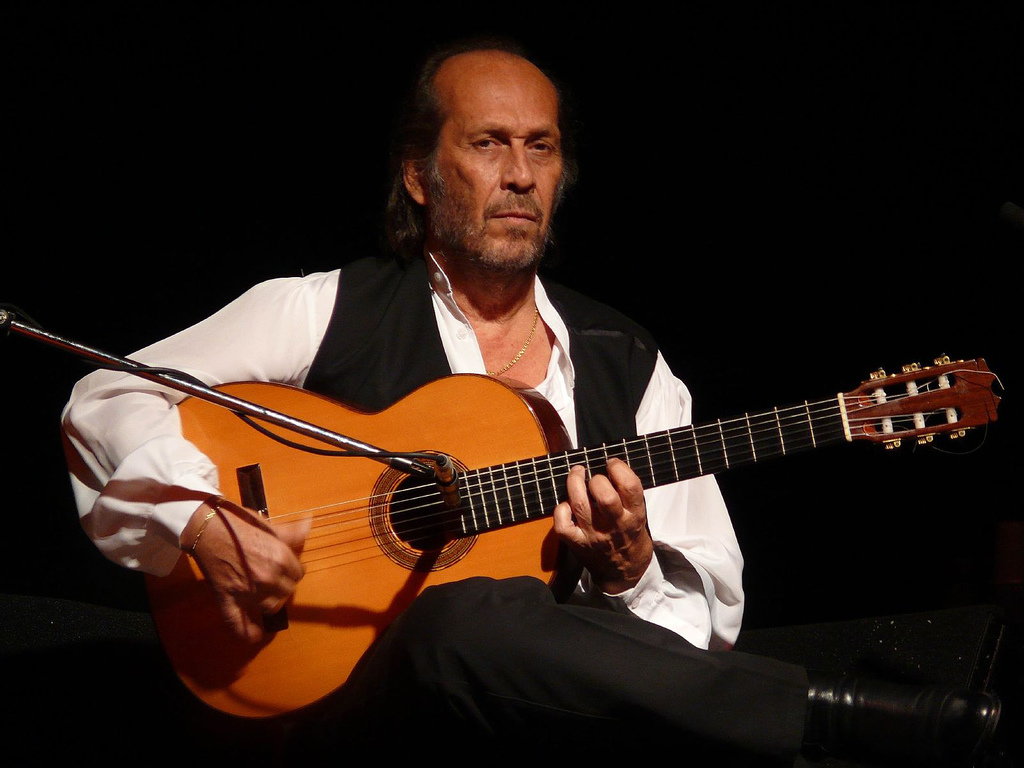
Un chitarist (Paco de Lucía în 2007)

Un chitarist este o persoană care cântă la chitară. Chitariștii profesioniști pot cânta solo, în ansamblu sau în formație într-o gamă largă de genuri muzicale. Într-un ansamblu, un chitarist poate juca rolul de chitară ritmică (coordonându-se cu basul) sau de chitară solo (interpretând o parte melodică peste bas). Chitaristul poate, de asemenea, să se acompanieze singur în timp ce cântă. În zilele noastre, chitariștii cântă folosind cele mai noi echipamente de chitară, aplicând tot felul de procese și modalități de extragere a sunetului, de la sunete sintetice la sunete electronice, acustice, electro, clasice, bas și multe altele.  
Chitariști importanți sunt Jimi Hendrix, B.B. King, Chuck Berry, Eric Clapton, Jimmy Page iar în muzica clasică Andrés Segovia, Pepe Romero, Paco de Lucia și Paco Peña.
În iunie 2020, revista Total Guitar a publicat un clasament al celor mai buni chitariști din toate timpurile, întocmit în urma unui sondaj efectuat pe 170 de artiști populari repartizați în mai multe categorii-genuri: rock clasic, blues, heavy metal, shred, indie și "cel mai bun acum".